# CERH Champions League 2005-2006
La CERH Champions League 2005-2006 è stata la 41ª edizione della massima competizione europea di hockey su pista riservata alle squadre di club, la 10ª con tale denominazione. Il torneo ha avuto inizio il 12 novembre 2005 e si è concluso il 7 maggio 2006.
Il titolo è stato conquistato dal Follonica per la prima volta nella sua storia.

## Squadre partecipanti
| Nazione     | Club            | Città                | Qualificazione                                                                |
| ----------- | --------------- | -------------------- | ----------------------------------------------------------------------------- |
| Austria     | Dornbirn        | Dornbirn             | 1ª in Austria nel 2005, campione d'Austria                                    |
| Francia     | La Vendéenne    | La Roche-sur-Yon     | 1º in Nationale 1 2004-2005, campione di Francia                              |
| Francia     | Mérignac        | Mérignac             | 2º in Nationale 1 2004-2005                                                   |
| Francia     | Quévert         | Quévert              | 3º in Nationale 1 2004-2005                                                   |
| Germania    | Cronenberg      | Wuppertal            | 1º in Rollhockey-Bundesliga nel 2004-2005, campione di Germania               |
| Germania    | Iserlohn        | Iserlohn             | 2º in Rollhockey-Bundesliga nel 2004-2005                                     |
| Inghilterra | Bury            | Bury St Edmunds      | 1ª in Roller Hockey Premier League nel 2004-2005, campione d'Inghilterra      |
| Italia      | Bassano 54      | Bassano del Grappa   | 2º in Serie A1 2004-2005, finale dei play-off                                 |
| Italia      | Follonica       | Follonica            | 1º in Serie A1 2004-2005, vince i play-off, campione d'Italia                 |
| Italia      | Prato Primavera | Prato                | 3º in Serie A1 2004-2005, semifinale dei play-off                             |
| Portogallo  | Benfica         | Lisbona              | 2º in 1ª Divisão 2004-2005                                                    |
| Portogallo  | Oliveirense     | Oliveira de Azeméis  | 3º in 1ª Divisão 2004-2005                                                    |
| Portogallo  | Porto           | Porto                | 1º in 1ª Divisão 2004-2005, campione del Portogallo                           |
| Spagna      | Barcellona      | Barcellona           | Campione d'Europa in carica e 1º in OK Liga nel 2004-2005, campione di Spagna |
| Spagna      | Noia            | Sant Sadurní d'Anoia | 3º in OK Liga nel 2004-2005                                                   |
| Spagna      | Reus Deportiu   | Reus                 | 2º in OK Liga nel 2004-2005                                                   |
| Spagna      | Vic             | Vic                  | 4º in OK Liga nel 2004-2005                                                   |
| Svizzera    | Thunerstern     | Thun                 | 1º in Lega Nazionale A nel 2004-2005, campione di Svizzera                    |
| Svizzera    | Uttigen         | Uttigen              | 2º in Lega Nazionale A nel 2004-2005                                          |
| Svizzera    | Wimmis          | Wimmis               | 3º in Lega Nazionale A nel 2004-2005                                          |

## Risultati

### Primo turno
| Squadra 1  | Totale | Squadra 2 | Andata | Ritorno |
| ---------- | ------ | --------- | ------ | ------- |
| Cronenberg | 5 - 11 | Follonica | 2 - 7  | 3 - 4   |
| Wimmis     | 2 - 4  | Noia      | 0 - 3  | 2 - 1   |
| Iserlohn   | 9 - 3  | Bury      | 5 - 2  | 4 - 1   |
| Mérignac   | 6 - 12 | Vic       | 2 - 5  | 4 - 7   |

### Ottavi di finale
| Squadra 1     | Totale | Squadra 2       | Andata | Ritorno |
| ------------- | ------ | --------------- | ------ | ------- |
| Barcellona    | 4 - 5  | Follonica       | 3 - 1  | 1 - 4   |
| Dornbirn      | 7 - 17 | Thunerstern     | 7 - 7  | 0 - 10  |
| Quévert       | 5 - 9  | Prato Primavera | 1 - 3  | 4 - 6   |
| Oliveirense   | 2 - 7  | Bassano 54      | 1 - 4  | 1 - 3   |
| La Vendéenne  | 1 - 10 | Porto           | 1 - 5  | 0 - 5   |
| Noia          | 10 - 3 | Uttigen         | 6 - 3  | 4 - 0   |
| Reus Deportiu | 15 - 3 | Iserlohn        | 10 - 3 | 5 - 0   |
| Benfica       | 4 - 6  | Vic             | 2 - 2  | 2 - 4   |

### Fase a gironi

#### Girone A
| Squadra     | Pt | G | V | N | P | GF | GS | DG  |
| ----------- | -- | - | - | - | - | -- | -- | --- |
| Follonica   | 16 | 6 | 5 | 1 | 0 | 34 | 17 | +17 |
| Porto       | 11 | 6 | 3 | 2 | 1 | 32 | 16 | +16 |
| Bassano 54  | 7  | 6 | 2 | 1 | 3 | 28 | 18 | +10 |
| Thunerstern | 0  | 6 | 0 | 0 | 6 | 11 | 54 | -43 |

| Prima giornata   |      |             |
| Follonica        | 12–3 | Thunerstern |
| Porto            | 3–2  | Bassano 54  |
| Seconda giornata |      |             |
| Thunerstern      | 2–7  | Porto       |
| Bassano 54       | 2–3  | Follonica   |
| Terza giornata   |      |             |
| Thunerstern      | 0–7  | Bassano 54  |
| Follonica        | 3–2  | Porto       |
| Quarta giornata  |      |             |
| Thunerstern      | 4–7  | Follonica   |
| Bassano 54       | 5–5  | Porto       |
| Quinta giornata  |      |             |
| Porto            | 11–0 | Thunerstern |
| Follonica        | 5–2  | Bassano 54  |
| Sesta giornata   |      |             |
| Bassano 54       | 10–2 | Thunerstern |
| Porto            | 4–4  | Follonica   |

#### Girone B
| Squadra         | Pt | G | V | N | P | GF | GS | DG  |
| --------------- | -- | - | - | - | - | -- | -- | --- |
| Noia            | 13 | 6 | 4 | 1 | 1 | 16 | 8  | +8  |
| Reus Deportiu   | 10 | 6 | 3 | 1 | 2 | 13 | 11 | +2  |
| Vic             | 8  | 6 | 2 | 2 | 2 | 10 | 10 | 0   |
| Prato Primavera | 3  | 6 | 1 | 0 | 5 | 7  | 17 | -10 |

| Prima giornata   |     |                 |
| Noia             | 1–1 | Vic             |
| Prato Primavera  | 1–2 | Reus Deportiu   |
| Seconda giornata |     |                 |
| Vic              | 2–1 | Prato Primavera |
| Reus Deportiu    | 2–0 | Noia            |
| Terza giornata   |     |                 |
| Vic              | 2–2 | Reus Deportiu   |
| Noia             | 5–1 | Prato Primavera |
| Quarta giornata  |     |                 |
| Vic              | 1–2 | Noia            |
| Reus Deportiu    | 4–0 | Prato Primavera |
| Quinta giornata  |     |                 |
| Prato Primavera  | 2–1 | Vic             |
| Noia             | 5–1 | Reus Deportiu   |
| Sesta giornata   |     |                 |
| Reus Deportiu    | 2–3 | Vic             |
| Prato Primavera  | 2–3 | Noia            |

### Final Four
La Final Four della manifestazione si è disputata a Torres Novas dal 5 al 7 maggio 2006.
| Squadra       | Pt | G | V | N | P | GF | GS | DG |
| ------------- | -- | - | - | - | - | -- | -- | -- |
| Follonica     | 9  | 3 | 3 | 0 | 0 | 16 | 9  | +7 |
| Porto         | 6  | 3 | 2 | 0 | 1 | 12 | 13 | -1 |
| Reus Deportiu | 3  | 3 | 1 | 0 | 2 | 8  | 7  | +1 |
| Noia          | 0  | 3 | 0 | 0 | 3 | 4  | 11 | -7 |

| Prima giornata   |     |               |
| Porto            | 4–9 | Follonica     |
| Noia             | 0–3 | Reus Deportiu |
| Seconda giornata |     |               |
| Follonica        | 3–2 | Reus Deportiu |
| Noia             | 1–4 | Porto         |
| Terza giornata   |     |               |
| Porto            | 4–3 | Reus Deportiu |
| Follonica        | 4–3 | Noia          |